# Кожаказган
Кожаказган (каз. Қожақазған) — село у складі Казалінського району Кизилординської області Казахстану. Входить до складу Кумжиєцького сільського округу.
Населення — 147 осіб (2021; 64 у 2009, 283 у 1999).